# Фонте Сан Ђовани (Кјети)
Фонте Сан Ђовани (итал. Fonte San Giovanni) је насеље у Италији у округу Кјети, региону Абруцо.
Према процени из 2011. у насељу је живело 188 становника. Насеље се налази на надморској висини од 528 м.